# Comuna Buhariv, Ostroh
Buhariv (în ucraineană Бухарів) este o comună în raionul Ostroh, regiunea Rivne, Ucraina, formată din satele Buhariv (reședința), Mîhalkivți și Zavoziv.

## Demografie
Componența lingvistică a comunei Buhariv
     Ucraineană (98,93%)
     Rusă (1,07%)
Conform recensământului din 2001, majoritatea populației comunei Buhariv era vorbitoare de ucraineană (98,93%), existând în minoritate și vorbitori de rusă (1,07%).